# Epiplema bicaudata
Epiplema bicaudata är en fjärilsart som beskrevs av Moore 1867. Epiplema bicaudata ingår i släktet Epiplema och familjen Uraniidae. Inga underarter finns listade i Catalogue of Life.